# Jugaad

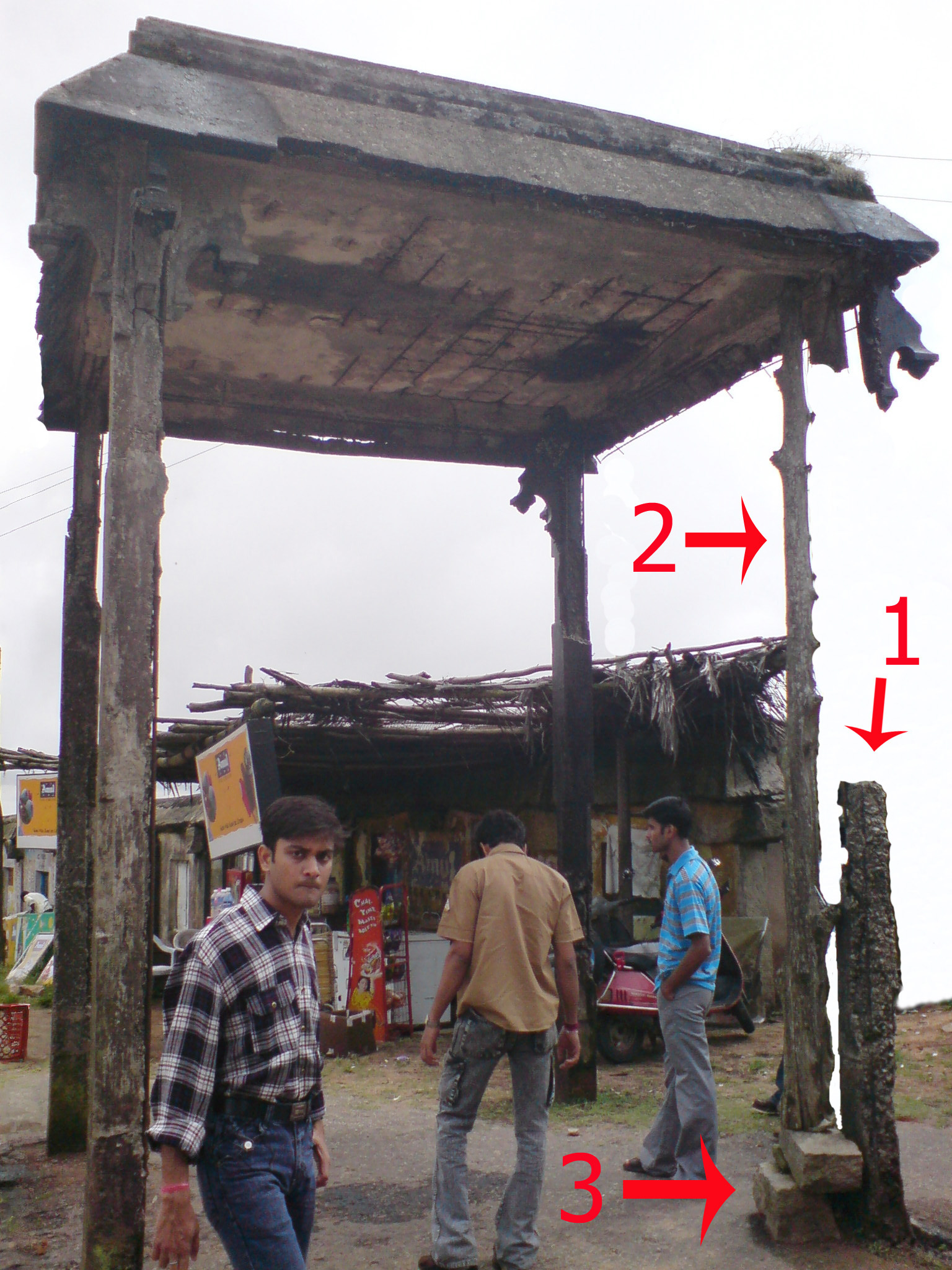
Exemple de jugaad, temporaire et improvisé, où un poteau cassé (1) est remplacé par un poteau plus court (2) complété par des pierres (3).

Jugaad (autrement dénommé Juggaar ou Jugar) est un mot familier, commun à plusieurs langues du sous-continent indien, aussi bien hindi, que bengali ou pendjabi, dont la signification peut changer en fonction du contexte. Signifiant littéralement « détournement » en tamoul, il peut également s’agir d’une réparation ingénieuse ou d’un simple bricolage, une solution disruptive, ou le détournement d’un usage. Il est aussi synonyme de créativité : faire mieux ou aussi bien, tout en monopolisant moins de ressources.
Le jugaad est de plus en plus décliné en technique de management, et est internationalement reconnu comme une forme d’ingénierie frugale. Des entreprises sud-asiatiques ont d’ailleurs adopté le jugaad comme moyen de réduire les coûts de R&D. Le jugaad englobe également toute sorte de pensées créatives et disruptives, ou tout détournement maximisant les ressources d’une entreprise et de ses investisseurs. L’industrie nucléaire pakistanaise a ainsi créé le sigle « JuGAAR » pour « Justified Guideline to Achieve the Desired State», soit littéralement «Lignes à suivre pour atteindre l’état désiré».
Selon le professeur et auteur Jaideep Prabhu, le jugaad représente une «importante voie de sortie à la crise économique actuelle dans les économies développées et est porteur de nombreuses leçons pour les économies émergentes».

## Étymologie et variantes
Le Jugaad s'apparente très fortement aux mouvements suivants :
- le Do it yourself américain;
- le hacking ou le bodge anglais;
- le tapullo in Génois;
- le zìzhǔ chuàngxīn (自主创新) chinois;
- le Trick17 allemand;
- le gambiarra Brésilien;
- le Système D français;
- le Low-tech
- le jua kali kényan.
- Les termes ’n boer maak ’n plan issu de l'afrikaans, izenzele du zoulou, iketsetse du sotho et itirele du tswana, se réfèrent également au jugaad[6].